# Раян Гейдж
Райан Гейдж (англ. Ryan Gage; народився 17 січня 1983) — британський актор. Працює у театрі, на телебаченні, у кіно та озвученнях відеоігор.
На телебаченні він відомий своїми ролями короля Людовика XIII у серіалі BBC «Мушкетери» та Теда Банді у телефільмі « Серійний трилер: Ангел розпаду». У кіно він зіграв заступника мера Лейктауна Альфріда Лікспітла у фільмах «Хоббіт: Пустка Смоґа» та «Хоббіт: Битва п'яти воїнств». У відеоіграх Гейдж зобразив Чаріберта в доповненні Final Fantasy XIV Final Fantasy XIV: Heavensward. У театрі він працював у Королівській шекспірівській трупі над такими п'єсами, як «Гамлет», «Сон літньої ночі» і «Макбет».

## Фільмографія
| Рік       |    | Українська назва                 | Оригінальна назва                         | Роль |
| --------- | -- | -------------------------------- | ----------------------------------------- | --- |
| 1995      | ф  | Суддя Дредд                      | Judge Dredd                               | юний злодій (у титрах не зазначено)                                                                                         |
| 1999      | с  | Чисто англійське вбивство        | The Bill                                  | Карл Бакстон (серія «Любов і війна: Частина 1» (15 сезон, 64 серія))                                                        |
| 2006      | с  | Віртуози                         | Hustle                                    | Біллі (серія «Ціна за славу» (3 сезон, 1 епізод))                                                                           |
| 2007      | ф  | Поза законом                     | Outlaw                                    | адвокат Меннінга |
| 2009      | с  | Голбі-Сіті                       | Holby City                                | Рассел Кобден (серія «Медовий місяць закінчився» (сезон 11, серія 35))                                                      |
| 2010      | с  | Лікарі                           | Doctors                                   | Натан Гадлер (серія «Смак свободи» (11 сезон, 183 серія))                                                                   |
| 2011      | с  | Голіокс                          | Hollyoaks                                 | Джонні (серії 1,3073 і 1,3075)                                                                                              |
| 2013      | ф  | Хоббіт: Пустка Смога             | The Hobbit: The Desolation of Smaug       | Альфрід Лікспітл |
| 2014      | ф  | Хоббіт: Битва п'яти воїнств      | The Hobbit: The Battle of the Five Armies | Альфрід Лікспітл |
| 2014—2016 | с  | Мушкетери                        | The Musketeers                            | король Людовик (всі серії)                                                                                                  |
| 2014      | вг |                                  | Final Fantasy XIV: Heavensward            | Харіберт |
| 2015      | ф  | Шотландська мідія                | Scottish Mussel                           | Ремзі |
| 2015      | тф | Серіальний трилер: Ангел розпаду | Serial Thriller: Angel of Decay           | Тед Банді |
| 2015      | тф | Переломний момент                | The Gamechangers                          | Оуен Гарріс |
| 2015      | вг |                                  | Bloodborne                                | Міколаш – господар кошмару / Моб А                                                                                          |
| 2016      | ф  | 100 вулиць                       | 100 Streets                               | Вінсент |
| 2017      | с  | Червоний карлик                  | Red Dwarf                                 | Адольф Гітлер (серія «Вилікуваний» (12 сезон, 1 епізод))                                                                    |
| 2019      | с  | Індевор                          | Endeavour                                 | Людо Таленті (серії «Оракул» (сезон 7, епізод 1), епізод: «Рага» (сезон 7, епізод 2), епізод: «Зенана» (сезон 7, епізод 3)) |
| 2019      | вг |                                  | Final Fantasy XIV: Shadowbringers         | Ведж, Ірвіт, Еулморанський ад'ютант, Аенк Тон                                                                               |
| 2022      | с  | Отець Браун                      | Father Brown                              | Фінбар Фінч (серія «Загадка Антігоніша» (9 сезон, 9 серія))                                                                 |